# Phtheochroa sociana
Phtheochroa sociana es una especie de polilla de la familia Tortricidae. Se encuentra en Crimea y en Georgia y el Cercano Oeste.
El envergadura es 11–14 mm. Se han registrado vuelos en adultos de mayo a junio.